# Július Slivenský
Július Slivenský (* 23. července 1927) byl slovenský a československý politik Komunistické strany Slovenska a poslanec Sněmovny národů Federálního shromáždění za normalizace.

## Biografie
K roku 1976 se profesně uvádí jako traktorista.
Ve volbách roku 1976 zasedl do slovenské části Sněmovny národů (volební obvod č. 144 - Gelnica, Východoslovenský kraj). Mandát obhájil ve volbách roku 1981 (obvod Gelnica). Ve Federálním shromáždění setrval do konce funkčního období, tedy do voleb roku 1986.